# Epping (Dakota Północna)
Epping – miasteczko w Stanach Zjednoczonych, w stanie Dakota Północna, w hrabstwie Williams. W 2023 r. miasteczko to na powierzchni ok. 1 km² zamieszkiwały 414 osoby.